# شهنيا
شهنيا (بالفارسية: شهنیا) هي قرية تقع في قسم آبكش الريفي (مقاطعة دير) في إيران. يقدر عدد سكانها بـ 1,330 نسمة .